# Свободный сецессион
Свободный сецессион (нем. Freie Secession) — выделившаяся в 1914 году из Берлинского сецессиона и просуществовавшая до 1924 года группа художников в количестве 50 человек под руководством Макса Либермана.
В состав Свободного сецессиона в частности входили Эрнст Барлах, Макс Бекман, Шарль Кродель, Георг Кольбе, Кете Кольвиц, Вильгельм Лембрук, Отто Мюллер, Ганс Пурман, Вальдемар Рёслер, Рихард Шайбе, Карл Шмидт-Ротлуф, Макс Слефогт, Вильгельм Трюбнер, Анри ван де Вельде, Генрих Цилле и Август Краус.
Первая выставка Свободного сецессиона состоялась в 1914 году, последняя прошла в 1923 году в берлинской галерее Луца.